# Torre de Santa Elena
La torre de Santa Elena és una de les torres projectades en el segle xvi dins del sistema de vigilància costanera, que s'alça en el poblat de pescadors de l'Azohía (Cartagena, Espanya), situat en un dels extrems del golf de Massarró (cap Tinyós). Està situada dins de l'espai natural protegit de la Serra de la Muela, Cap Tinyòs i Roldan.

## Història

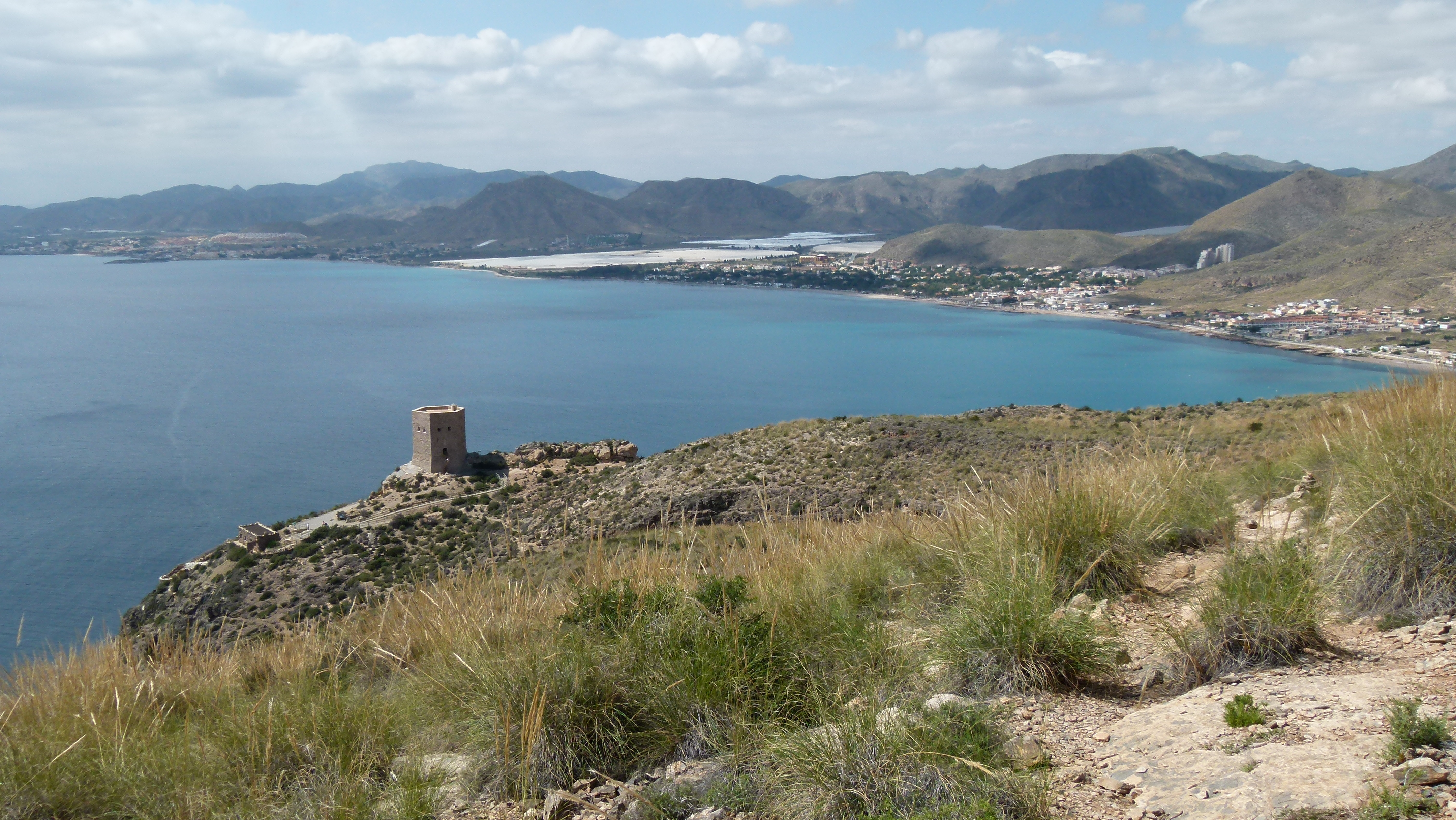
La torre de Santa Elena i el golf de Massarró.

Si bé algunes fonts assenyalen la seva construcció a la fi del segle xv en època dels Reis Catòlics, sembla que aquesta torre era una de les talaies projectades, al costat de les Torres de Santa Isabel (Port de Massarró), Torre dels Cavalls (Bolnuevo), Torre del Molinet (Massarró) i Torre de Cope (Águilas), per Carlos I d'Espanya per evitar l'assoleig del Regne pels atacs dels pirates barbarescos des del nord d'Àfrica. Seguint aquestes cròniques, la torre seria ja aixecada sota el regnat de Felipe II, resultant ser la més antiga de les torres de sentinella d'aquest litoral.
Declarada Monument Històric Artístic, va ser restaurada en els anys noranta. Té forma hexagonal, igual que la propera Torre de Nadal situat a l'entrada del port de Cartagena i presenta una construcció de dos cossos. Es troba mirant cap al golf de Massarró i a gairebé 100 metres sobre el nivell del mar.
Durant segles va ser una torre artillada amb un destacament de carabiners. Compta en els seus merlets amb un canó de gran abast que data de 1742 i va ser fabricat en Itàlia.
Sota la seva falda, en aigües d'aquest tros del mar Mediterrani, durant els mesos de març a agost, es practica l'almadrava, art de pesca mil·lenari en el qual l'home i el peix es mesuren cara a cara. Resulta ser, un art de pesca d'origen morú, amb el qual es capturen espècies tals com la tonyina, el bonic, la melva i la letxa.